# Брустер (Њујорк)
Брустер (енгл. Brewster) град је у америчкој савезној држави Њујорк.

## Демографија
По попису из 2010. године број становника је 2.390, што је 228 (10,5%) становника више него 2000. године.
| Група             | 2000.         | 2010.         |
| Белци             | 1.284 (59,4%) | 875 (36,6%)   |
| Афроамериканци    | 116 (5,4%)    | 70 (2,9%)     |
| Азијати           | 50 (2,3%)     | 82 (3,4%)     |
| Хиспаноамериканци | 694 (32,1%)   | 1.338 (56,0%) |
| Укупно            | 2.162         | 2.390         |